# Graham McTavish

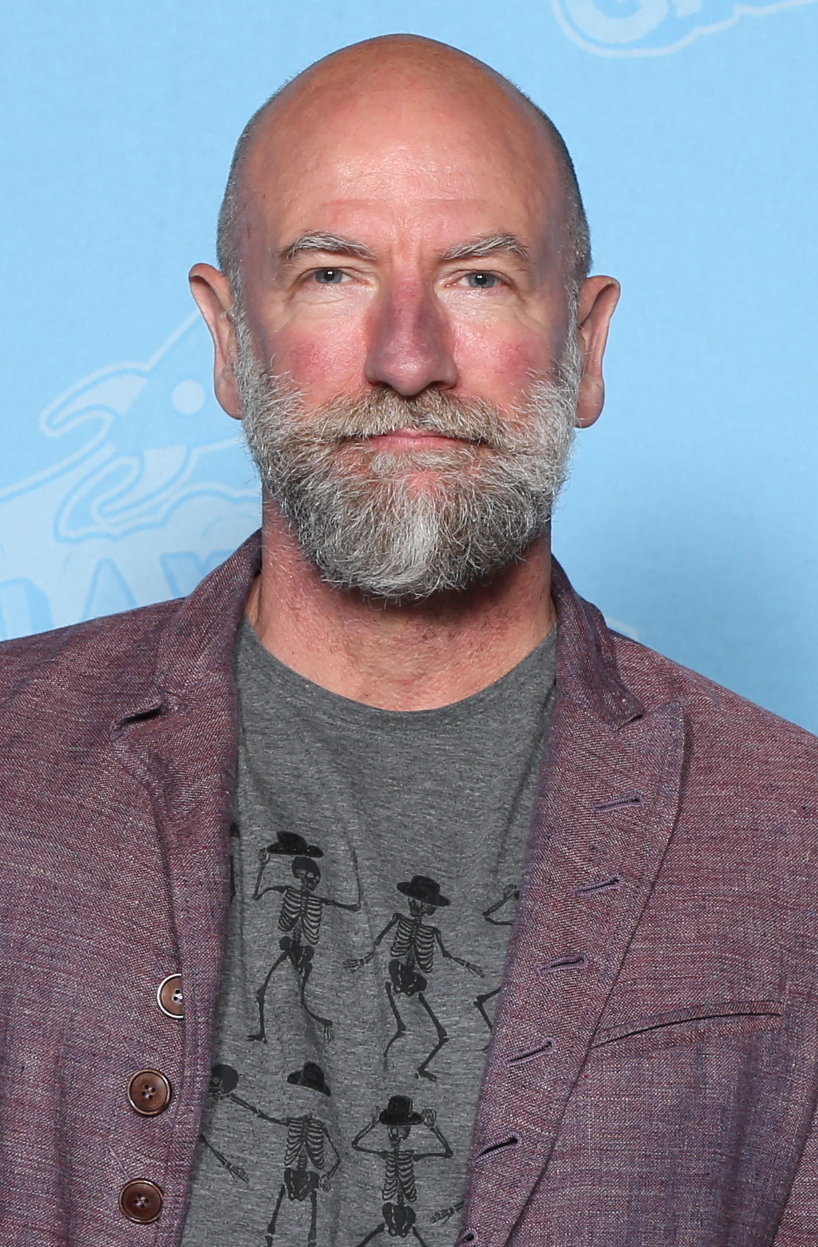
Graham McTavish (2019)

Graham McTavish (* 4. Januar 1961 in Glasgow, Schottland) ist ein schottischer Schauspieler.

## Leben
McTavish wurde in Glasgow, Schottland, geboren. Er ist der Sohn von Alec und Ellen McTavish. Die Familie, insbesondere sein Vater, war politisch aktiv, und politische Diskussionen waren in ihrem Haushalt an der Tagesordnung. Seine Familie verließ Glasgow, als McTavish noch ein Kind war, und während seines gesamten Erwachsenenlebens lebte er an Orten wie Kanada, den Vereinigten Staaten und England, bevor er sich in Neuseeland niederließ. Während seiner Schulzeit schrieben McTavish und ein Freund Comedy-Sketche und führten diese auf, was dazu führte, dass sein Theaterlehrer ihn bat, eine Rolle in Sheridan's „The Rivals“ zu übernehmen, nachdem der Hauptdarsteller erkrankt war. Er besuchte die Queen Mary University of London und schloss ein Studium mit einem Abschluss in englischer Literatur ab. Dieser Studiengang ermöglichte es ihm, während seines Studiums in drei Shakespeare-Stücken pro Jahr mitzuwirken, und führte dazu, dass McTavish nach seiner Mitwirkung in einem Stück von Samuel Beckett seine Equity-Karte erhielt.

### Karrierebeginn
Nach dem Abschluss seiner Schauspielausbildung an der Royal Scottish Academy of Music and Drama begann er seine Karriere in den 1980er Jahren vor allem am Theater. Er sammelte erste Erfahrungen auf der Bühne in verschiedenen britischen Produktionen.
Parallel zu seiner Theaterarbeit übernahm McTavish zahlreiche kleinere Rollen in britischen Fernsehserien und Dramen, darunter Casualty, The Bill und Taggart. Diese frühen Auftritte legten den Grundstein für eine spätere Karriere als vielseitiger Charakterdarsteller.
Graham McTavish erhielt seine erste professionelle Rolle im Jahr 1986 in der zweiten Episode der Walt-Disney-Miniserie Return to Treasure Island. Es folgte 1988 seine Mitwirkung in Freedom Fighter (auch bekannt als Wall of Tyranny), einer ITV-Produktion, in der Tony Danza die Hauptrolle spielte. 
Zwischen 1998 und 1999 hatte McTavish mehrere Gastauftritte in britischen Fernsehserien, darunter eine dreiteilige Folge der ITV-Krimiserie Taggart, die BBC-One-Krankenhausserie Casualty, die BBC-Two-Sci-Fi-Sitcom Red Dwarf sowie die ITV-Polizeiserie Heartbeat.

### Theater
Im Jahr 2000 tourte er mit seinem selbst geschriebenen Stück Letters from the Yellow Chair als Vincent van Gogh durch die Welt. Im Theaterstück Four Nights in Knaresborough war er 2004 als Fitz zu sehen. Für diese Rolle wurde er 2004 als bester Hauptdarsteller für den Manchester Evening News Theatre Awards nominiert. Er trat 2006 im Royal Court Theatre in London unter anderem in dem Theaterstück Rainbow Kiss von Simon Farquhar auf und hatte weitere Rollen im Royal Lyceum Theatre in Edinburgh.

### Film und Fernsehen
In der achten Staffel von Red Dwarf spielte er Warden Ackerman. Außerdem hatte er zu Beginn seiner Karriere viele Nebenrollen in britischen Dramen und Filmen wie Casualty, Jekyll, The Bill, Taggart und Sisterhood. McTavish zog im Jahr 2007 von Großbritannien nach Los Angeles um. Bereits eine Woche nach seiner Ankunft erhielt er an der Seite von Sylvester Stallone eine Rolle im Film John Rambo. 2009 übernahm er mit Big Marc in Hooligans 2 – Stand Your Ground eine der Hauptrollen. Des Weiteren stellte er in der achten Staffel der Serie 24 einen russischen Diplomaten dar. Von 2014 bis 2016 war er in der Serie Outlander in der Rolle des Dougal MacKenzie zu sehen.
In der dreiteiligen Realverfilmung des Kinderbuchs Der Hobbit von J. R. R. Tolkien durch Regisseur Peter Jackson war McTavish als Zwerg Dwalin zu sehen. In der Serie Preacher spielt er seit 2016 die Figur des Heiligen der Killer. Seit 2022 ist er im Game-of-Thrones-Prequel House of the Dragon in der Rolle des Ritters Ser Harrold Westerling zu sehen.

### Videospiele
McTavish wirkte auch in vielen Videospielen mit. So sprach er unter anderem Commander Lucius in Shadow Complex, Dante Alighieri in Dante’s Inferno, Zoran Lazarevic in Uncharted 2: Among Thieves und Charlie Cutter in Uncharted 3: Drake’s Deception. Auch in der Call-of-Duty-Reihe übernimmt er immer wieder verschiedene Rollen.

## Filmografie (Auswahl)
- 1998–2005: Casualty (Fernsehserie, 6 Episoden)

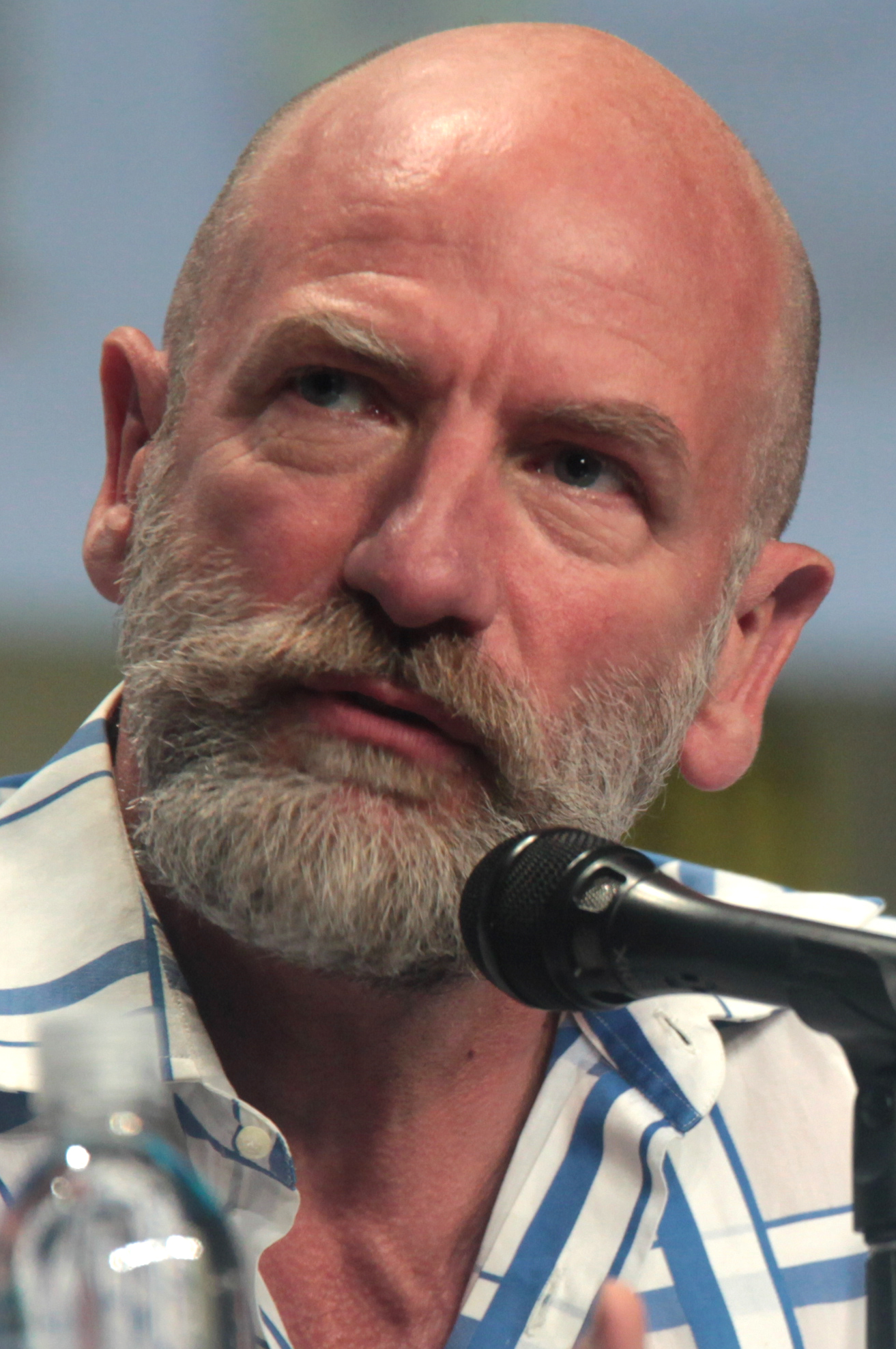
Graham McTavish (2014)

- 1999: Red Dwarf (Fernsehserie, 8 Episoden)
- 2003: Lara Croft: Tomb Raider – Die Wiege des Lebens (Lara Croft Tomb Raider: The Cradle of Life)
- 2004: D-Day – Entscheidung in der Normandie (D-Day 6.6.1944)
- 2004: King Arthur
- 2005–2006: The Bill (Fernsehserie, 6 Episoden)
- 2005: Empire (Miniserie)
- 2005: Rom (Fernsehserie, 2 Episoden)
- 2007: New Tricks – Die Krimispezialisten (New Tricks, Fernsehserie, 1 Episode)
- 2008: John Rambo (Rambo)
- 2008: Lost (Fernsehserie, Episode)
- 2008: Prison Break (Fernsehserie, 4 Episoden)
- 2009: Hooligans 2 – Stand Your Ground (Green Street 2: Stand Your Ground)
- 2009: Middle Men
- 2009: Penance - Sie zahlen für ihre Sünden (Penance)
- 2010: 24 (Fernsehserie, 7 Episoden)
- 2010: Secretariat – Ein Pferd wird zur Legende (Secretariat)
- 2011: Colombiana
- 2012: Der Hobbit: Eine unerwartete Reise (The Hobbit: An Unexpected Journey)
- 2013: Der Hobbit: Smaugs Einöde (The Hobbit: The Desolation of Smaug)
- 2014: Der Hobbit: Die Schlacht der Fünf Heere (The Hobbit: The Battle of the Five Armies)
- 2014–2016, 2020: Outlander (Fernsehserie, 19 Episoden)
- 2015: Teenage Mutant Ninja Turtles (Fernsehserie, eine Episode)
- 2015: Creed – Rocky’s Legacy (Creed)
- 2016: The Finest Hours
- 2016–2019: Preacher (Fernsehserie)
- 2017–2021: Castlevania (Fernsehserie, 23 Episoden, Stimme)
- 2018: Colony (Fernsehserie, 3 Episoden)
- 2018: Aquaman
- 2019: Lucifer (Fernsehserie, 6 Episoden)
- 2021: Blood Red Sky
- 2021–2023: The Witcher (Fernsehserie, 7 Episoden)
- 2022: House of the Dragon (Fernsehserie, 9 Episoden)